# Geneviève Bréton
Pour les articles homonymes, voir Bréton.
Louise Geneviève Bréton, née le 7 mars 1849 à Paris et morte le 17 octobre 1918 à Jouy-en-Josas, est une Parisienne issue de la haute bourgeoisie, proche de la famille Hachette. Elle est connue pour avoir rédigé à partir de ses 18 ans un journal apportant un témoignage et un regard particulier sur la condition féminine et les conséquences de la Guerre franco-allemande de 1870.

## Biographie

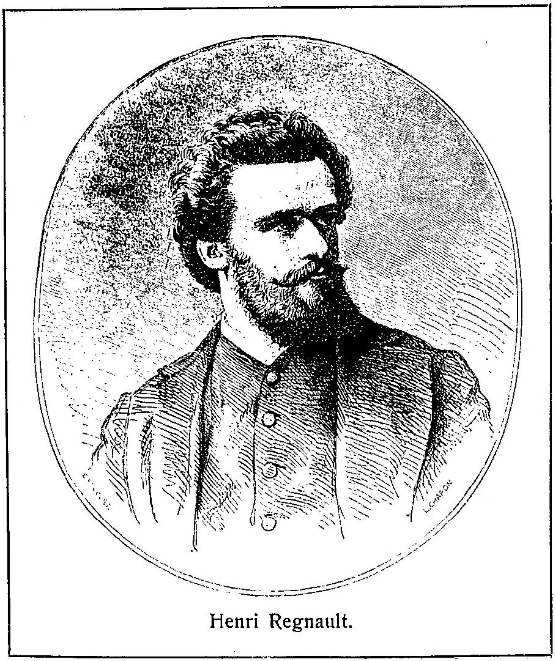
Henri Regnault, fiancé de Geneviève Bréton.

Fille de Louis Bréton, collaborateur et associé de Louis Hachette, et de Zéline Auzat, belle-fille de l'éditeur, elle passe sa jeunesse au Plessis-Robinson. Elle commence à rédiger son journal à l'âge de 18 ans et le tiendra toute sa vie. A la même époque, au cours d'un voyage en Italie, elle rencontre le peintre Henri Regnault qui vient de remporter le Prix de Rome. Une idylle s'ébauche et les deux jeunes gens souhaitent se marier. Cependant les parents de Geneviève - et notamment sa mère - trouvent que le jeune artiste n'est pas un assez bon parti pour leur fille. Henri part pour l'Espagne et la Maroc. Son talent est peu à peu reconnu. Il est consacré lors du salon de printemps 1870.
Le 19 juillet 1870, l'empereur Napoléon III déclare la guerre à la Prusse. La conscription n'existant pas en France, le jeune Henri n'est pas réellement concerné et Geneviève l'encourage à rester en dehors du conflit. La situation se dégrade rapidement, l'empereur est fait prisonnier le 2 septembre. A Paris, la république est proclamée le 4 septembre. Le 17 septembre, Paris est assiégé. Sur les conseils de la mère de Geneviève, Henri s'engage dans les Franc-tireurs. Geneviève, âgée de 20 ans, s'inquiète pour son fiancé qui est parti combattremais n'a pas le statut de soldat et peut être exécuté sommairement par les soldats ennemis s'il est fait prisonnier. La France accumulant les défaites, les parents de Geneviève accordent enfin la main de leur fille au jeune artiste lui demandant de revenir à la vie civile. Pour l'amour de Geneviève, Henri s'y engage. Cependant, il tombe au champ d'honneur lors la seconde Bataille de Buzenval. Il était âgé de 28 ans. Geneviève en conçoit une haine farouche pour l'Allemagne.
Elle épouse tardivement en 1880 l'architecte Alfred Vaudoyer (1846-1917), veuf Marie-Félicie Viollet-le Duc (1854-1877), nièce d'Eugène Viollet-le-Duc, et père de deux fils, Albert (1874-1947) et Georges (1877-1947). Le couple a une fille et deux fils :
- Marianne (1880-1968) épouse le 21 novembre 1898 Daniel Halévy (1872-1962) d'où postérité,
- Jean-Louis Vaudoyer (1883-1963), marié en 1919 d'où postérité
- Michel Vaudoyer, (1885-tombé au champ d'honneur le 6 septembre 1914).

Tout en menant la vie d'une femme de son milieu social, Geneviève se consacre à l'éducation de ses trois enfants.
Ayant perdu son fiancé tombé à 27 ans pendant la Guerre franco-prussienne (1870-1871), elle perd son fils Michel tombé au champ d'honneur à l'âge de 29 ans dès le début de la "grande" guerre. Elle perd son mari en 1917.
Farouche patriote, elle meurt en octobre 1918 avant de pouvoir se réjouir de la victoire de la France sur l'Allemagne à l'âge de 69 ans. Sa dépouille est enterrée au cimetière de Jouy-en-Josas. Elle est une ascendante de l'homme politique Pierre Joxe et de l'éditrice Daphné Vaudoyer.
Son journal peut être lu comme un document décrivant son époque et l'évolution de la condition féminine. Il a été publié partiellement chez Ramsey en 1985. L'ouvrage remporte le prix Prix Roland de Jouvenel de l’Académie française. Son témoignage est utilisé en particulier dans la série documentaire 1870-1871. La guerre franco-prussienne.